# Schliprüthen

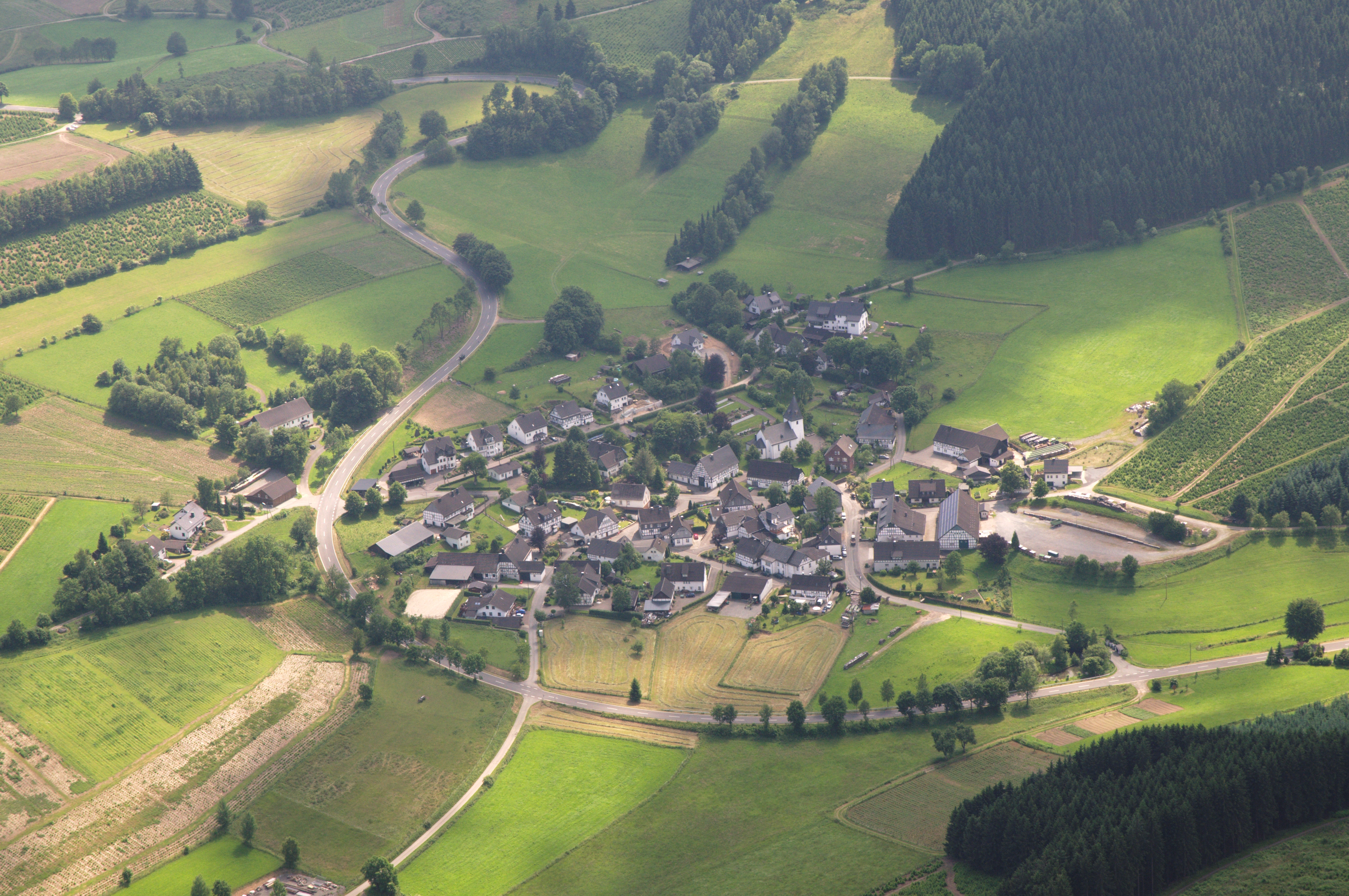
Schliprüthen aus der Luft

Schliprüthen ist ein Ortsteil von Finnentrop im Kreis Olpe, Nordrhein-Westfalen mit rund 150 Einwohnern.

## Allgemeines
Der Ort liegt im Naturpark Sauerland-Rothaargebirge und ist ein für das Sauerland typisches Dorf. Er ist Namensgeber des Schliprüther Homert genannten Südteils des Homertrückens. Der alte Sauerländer Baustil der Fachwerkhäuser hat sich bei vielen Bauten bis heute gehalten. Die Ortschaft liegt 430 m über NN in einem Seitental der Salwey, wobei die den Ort umgebenden Berge bis auf knapp 600 m über NN reichen. Zudem liegt Schliprüthen am SauerlandRadring.

## Geschichte
Die ältesten Gegenstände, die einen Aufenthalt von Menschen im benachbarten Gebiet der Fretter – dem Frettertal – belegen, stammen aus der Jungsteinzeit (4500–1800 v. Chr.). Im Jahre 1905 fand man in der Nähe der Fretterquelle eine geschliffene, durchbohrte Axt aus kristallinem Gestein und eine Steinkugel von 10 cm Durchmesser. 1955 wurde bei Feldarbeiten im Nachbardorf Serkenrode ein gleichfalls jungsteinzeitliches Rechteckbeil aus Grauwacke gefunden. Bis etwa zum Jahre 500 scheint das zwischen der mittleren Lenne und der Wenne gelegene Bergland, in dessen Mitte heute Schliprüthen liegt, eine menschenleere Waldwildnis gewesen sein. Spätestens ab 800 müssen jedoch die ersten kleineren Ansiedlungen existiert haben. 900 und 1000 hat sich die Bevölkerung im Frettergebiet stärker vermehrt. Ein Beweis dafür ist der archäologisch nachgewiesene Bau einer größeren Kirche in Schönholthausen.
Die erste urkundliche Erwähnung des Ortes Schliprüthen scheint in einem Register um 1150 zu sein. Die erste unbestrittene Erwähnung findet sich im Güterverzeichnis des Grafen Wilhelm von Arnsberg von 1313, in dem es heißt, das Luscede Schliprüthen mit einer Hufe in Schliprüthen belehnt wird. Frühe Anhaltspunkte über die Größe von Schliprüthen ergeben sich aus einem Schatzungsregister (diente der Erhebung von Steuern) von 1543. Demnach gab es zu dieser Zeit in „Schliprüden“ (damalige Schreibweise) neun Schatzpflichtige. Die Anzahl der Schatzpflichtigen dürfte in etwa mit den vorhandenen Familien bzw. Häusern übereingestimmt haben.
Nach einer neueren Untersuchung der Ortsnamen im Kreis Olpe ist die Deutung des Ortsnamens schwierig. Das Grundwort „-rüden“ könnte durch den früheren Pflanzenbewuchs motiviert sein und in Anlehnung an das altsächsische hriudi als „riedbewachsene Stelle“ gedeutet werden. Die Bezugssilbe „-slip“ kann in Anlehnung an das mittelniederdeutsche „-slip“ (Eisenschlacke oder auch zusammengebundenes Holz) ein Hinweis dafür sein, dass an dem Ort auch Eisenverarbeitung oder Holzgewinnung stattfand. Nach Floer sind auch andere Deutungen möglich.
Schliprüthen gehörte als Gemeinde lange dem Amt Serkenrode an, das wiederum ein Teil des Kreises Meschede war. Am 6. Juni 1927 wurde eine Löschgruppe gegründet. Mit dem Inkrafttreten des Gesetzes über die kommunale Neugliederung im Kreis Olpe wurde Schliprüthen nach 126-jähriger Eigenständigkeit mit Wirkung vom 1. Juli 1969 ein Ortsteil der neu gebildeten Gemeinde Finnentrop. Sie war Rechtsnachfolgerin des Amtes Serkenrode.

## Religion

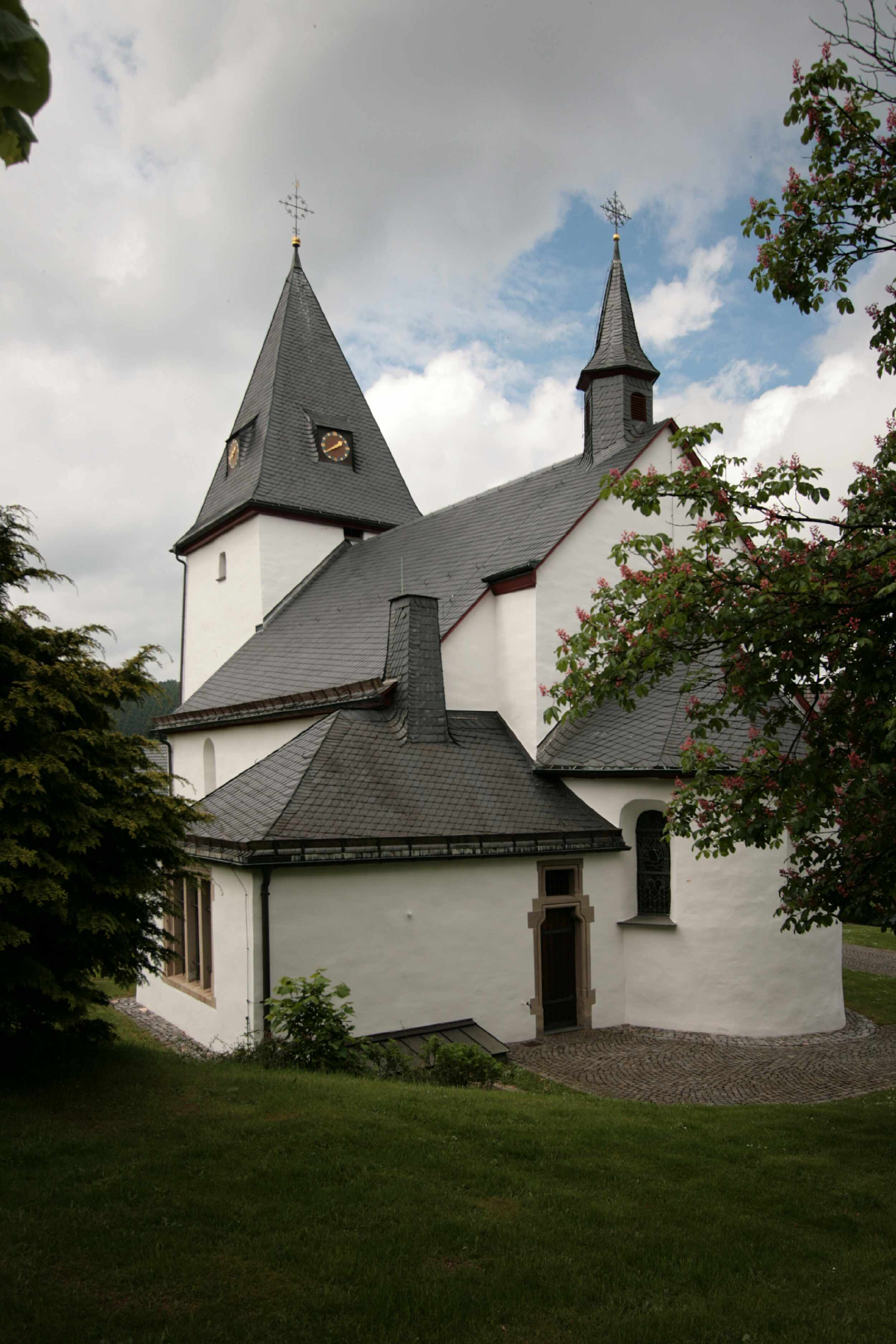
Kirche St. Georg Schliprüthen

Der weitaus überwiegende Teil der Bevölkerung bekennt sich zum katholischen Glauben.
Die Dörfer Schliprüthen, Fehrenbracht, Dormecke und Wedekinghausen waren bis zum Jahre 1186 in dem Pfarrkapellensprengel Schliprüthen zusammengefasst, und gehörten zur Urpfarrei Wormbach.
Die kleine spätromanische Hallenkirche St. Georg Schliprüthen gehört zum selben Typus wie die Pfarrkirche in Dünschede, nach der dieser in der Region sehr verbreitete Typ bezeichnet wird. Sie hat zwei quadratische Joche mit Rundpfeilern und kuppelartige Gewölbe. Das Chorjoch ist schmal und hat eine halbrunde Apsis. In den sehr schmalen Seitenschiffen befinden sich Nebenapsiden.